# Huevos estrellados

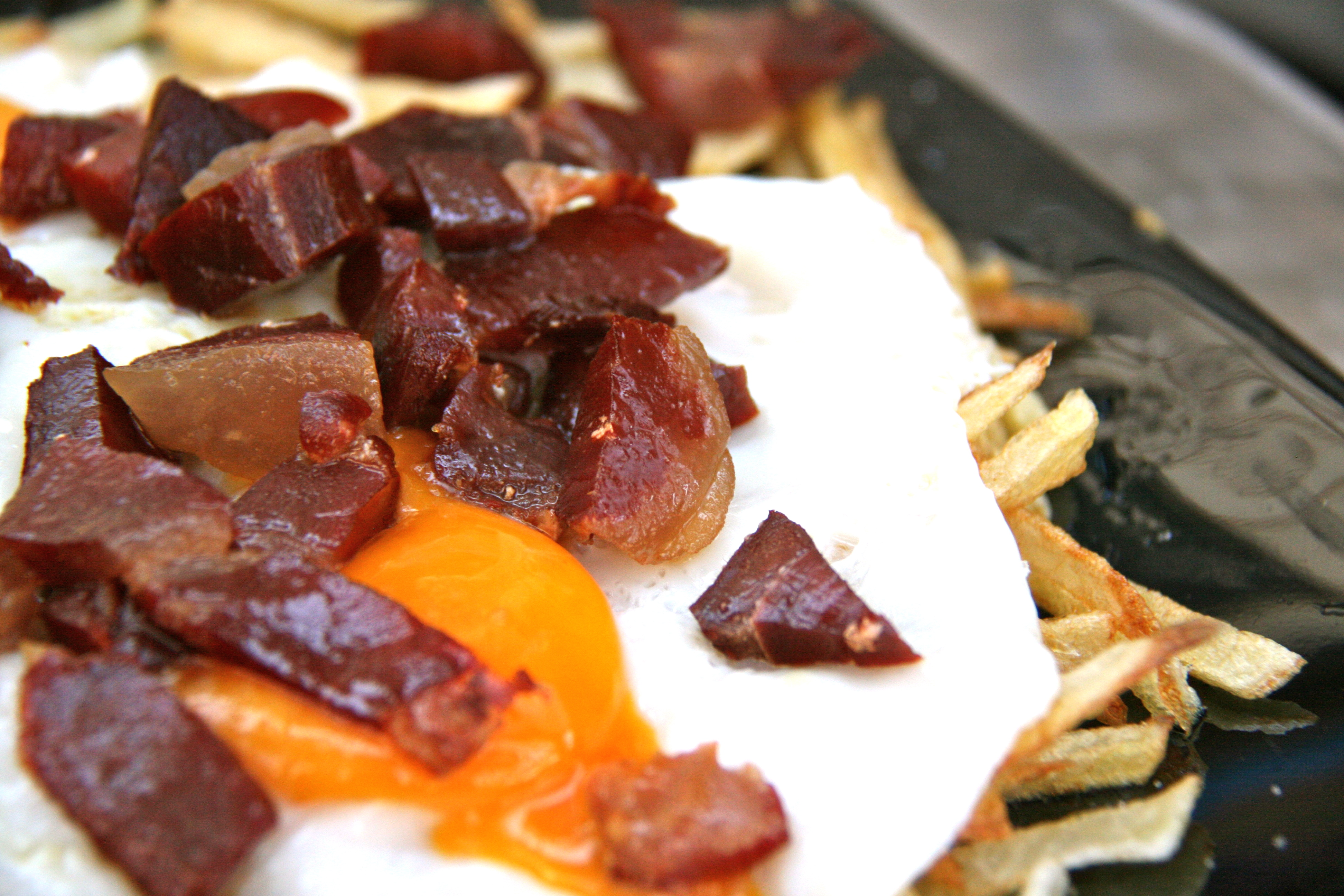
Detalle de unos huevos rotos con jamón.

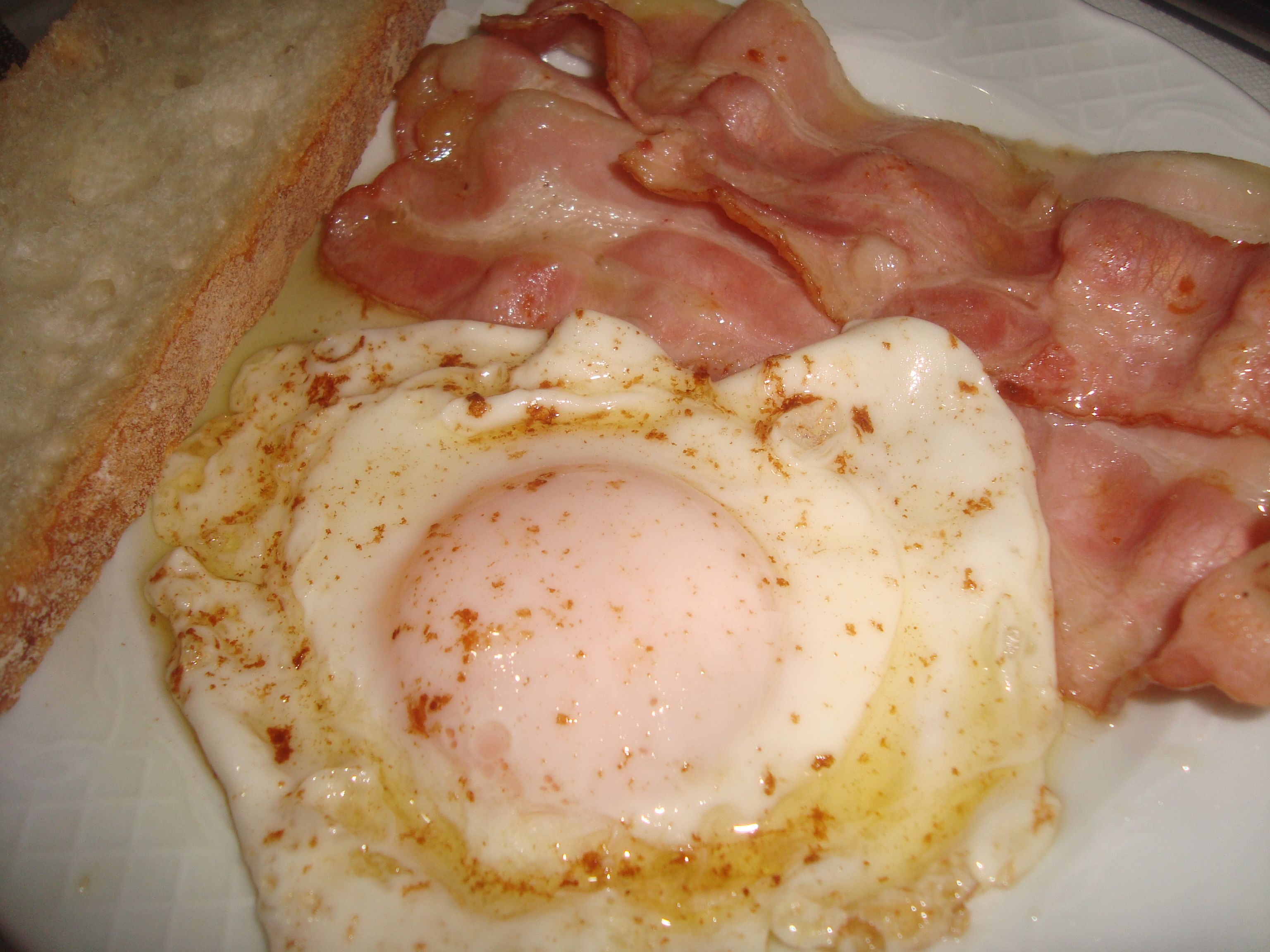
Huevo frito o estrellado.

Huevos estrellados o rotos es el nombre de aquellos que se fríen en abundante aceite de oliva o en algún otro aceite comestible, con los bordes ligeramente chamuscados en la forma que se llama «puntillas», muy común en la gastronomía española e hispanoamericana. Según Capel con este nombre aparecen en algún recetario del siglo XIX, como huevos escalfados en agua con vinagre.
Esta receta se acompaña de papas fritas, con lonchas de jamón y pan. Otras variantes añaden otro elemento cárnico como panceta ahumada, un embutido (como chorizo o chistorra) o gulas. Es un plato que se sirve recién elaborado, en caliente.  Existen variantes de este plato en las que los huevos se sirven revueltos.

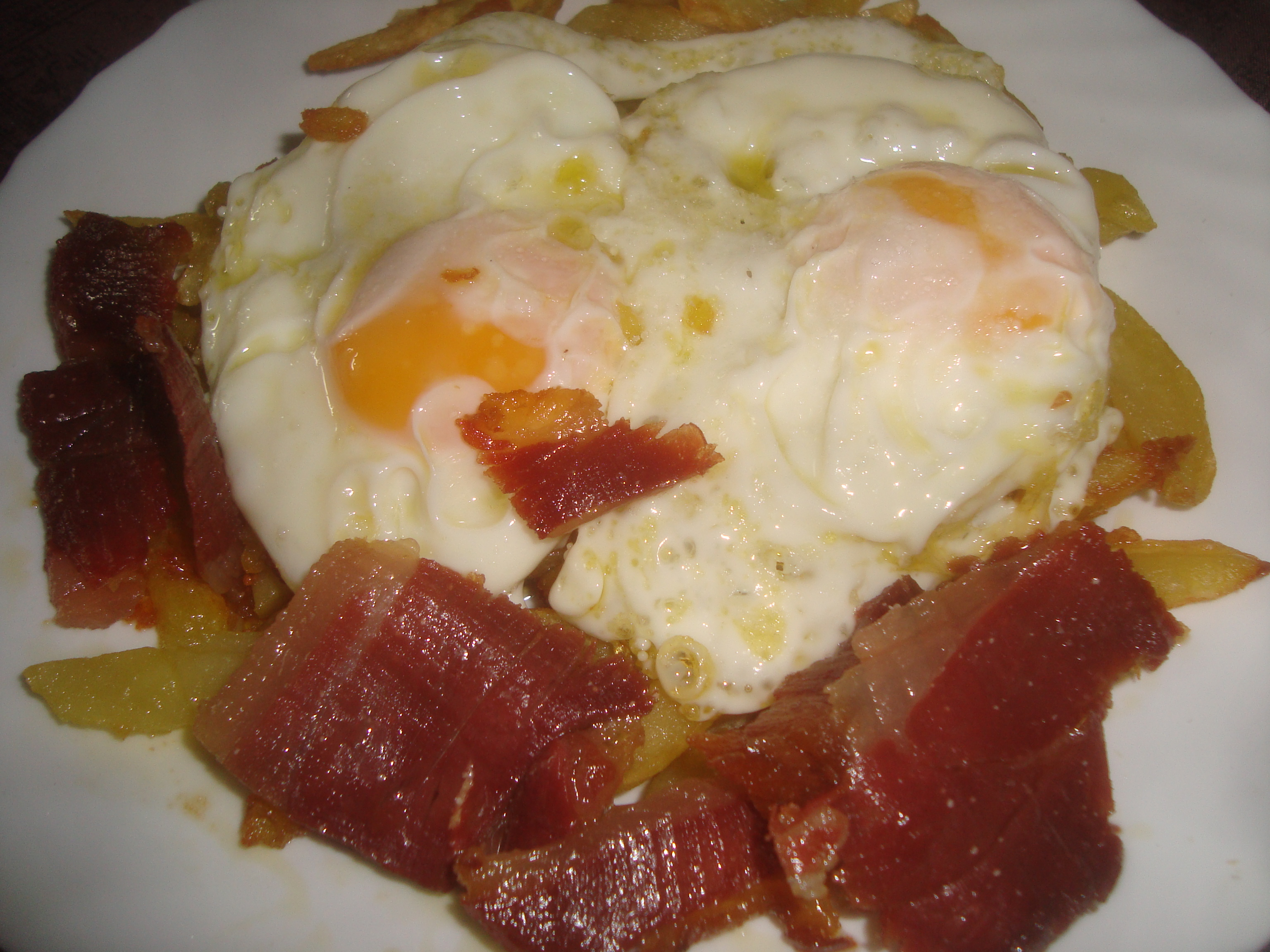
Huevos estrellados sobre una cama de patatas fritas y un arropado de jamón serrano (España).

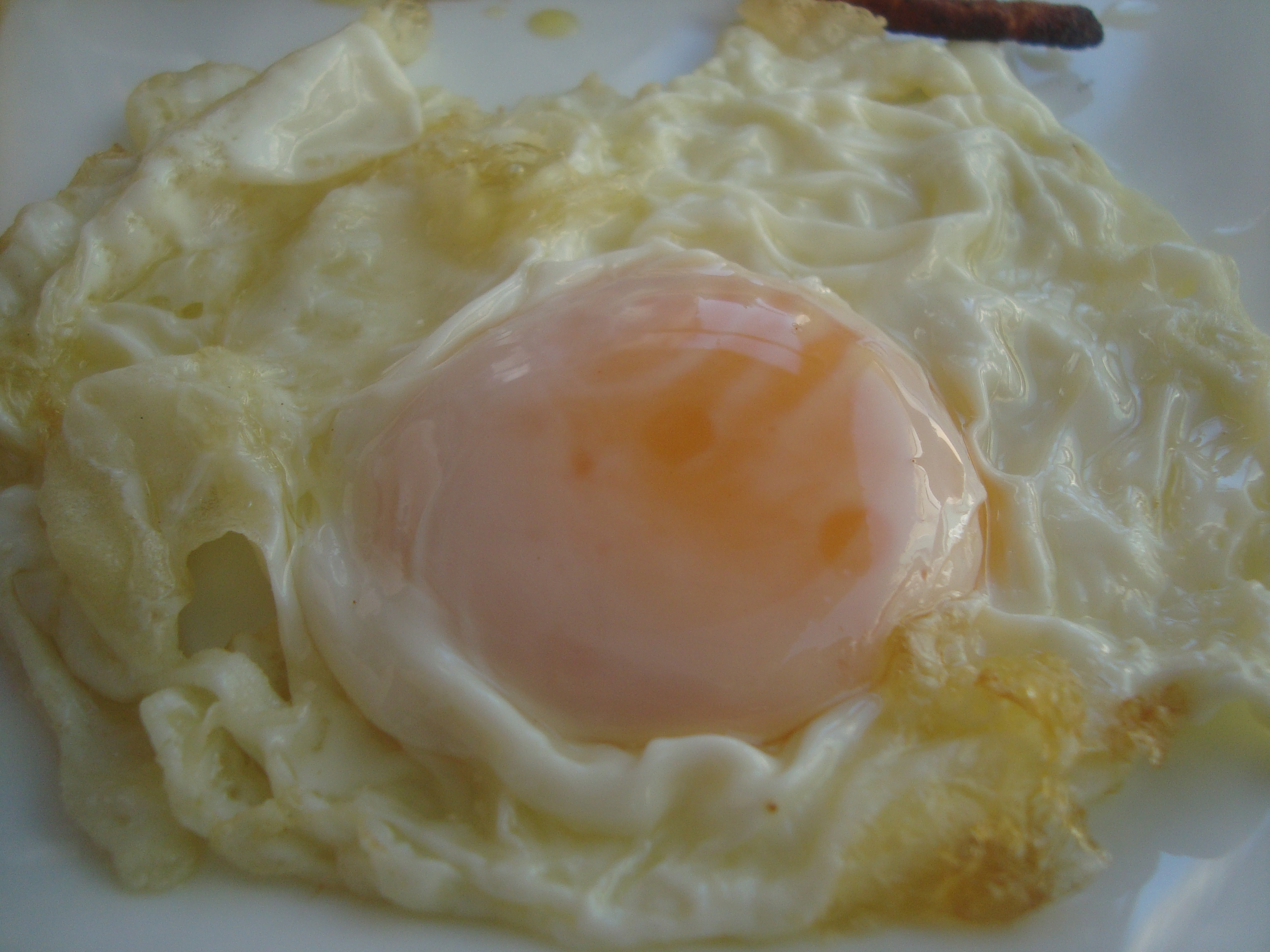
Huevo estrellado.